# Rabah Yousif
Rabah Yousif (ur. 11 grudnia 1986 w Omdurmanie) – sudański lekkoatleta, sprinter. Od 13 czerwca 2013 reprezentuje Wielką Brytanię.

## Osiągnięcia
- srebrny medal mistrzostw Afryki (sztafeta 4 × 400 metrów, Addis Abeba 2008)
- srebro mistrzostw Afryki (bieg na 400 metrów, Nairobi 2010)
- 5. (bieg na 400 metrów) i 3. (sztafeta 4 × 400 metrów) miejsca podczas pucharu interkontynentalnego (Split 2010)
- złoto igrzysk afrykańskich (Maputo 2011)
- złoty medal mistrzostw Europy za bieg w eliminacjach sztafety 4 × 400 metrów (Zurych 2014)
- brązowy medal w sztafecie 4 × 400 metrów oraz 6. miejsce w biegu na 400 metrów podczas mistrzostw świata (Pekin 2015)
- brązowy medal w sztafecie 4 × 400 metrów na mistrzostwach Europy (Amsterdam 2016)
- brązowy medal w sztafecie 4 × 400 metrów podczas mistrzostw świata (Londyn 2017)
- srebrny medal w sztafecie 4 × 400 metrów podczas mistrzostw Europy (Berlin 2018)
- 4. miejsce w sztafecie mieszanej 4 × 400 metrów podczas mistrzostw świata (Doha 2019)

## Rekordy życiowe
- bieg na 200 metrów – 21,06 (2012) / 20,85w (2007)
- bieg na 300 metrów – 32,31 (2014)
- bieg na 400 metrów – 44,54 (2015)
- skok w dal – 7,61 (2007) rekord Sudanu[2]
- bieg na 60 metrów (hala) – 6,88 (2007) rekord Sudanu[3]
- bieg na 300 metrów (hala) – 33,04 (2010) rekord Sudanu
- bieg na 400 metrów (hala) – 46,24 (2010 & 2011) rekord Sudanu[4]

Yousif jest także rekordzistą kraju w sztafecie 4 × 400 metrów (3:04,00 w 2008).